# 吉田加南子
吉田 加南子（よしだ かなこ、1948年11月2日 - ）は、日本の詩人、フランス文学者、翻訳家。
学習院大学名誉教授。
『定本 闇ー見ること闇が光となるまで』(1993年)で高見順賞を受賞。無駄な言葉の一切を削り、抑制の利いた端的な言葉で表現する。作品に詩集『さかな』(2008年)、随筆集『言葉の向こうから』(2000年)などがある。

## 来歴
東京生まれ。学習院大学文学部仏文科卒。東京大学大学院およびパリ第三大学にて学ぶ。
1994年、詩集『定本 闇』で高見順賞受賞。父は詩人で『ガダルカナル戦記』の著者・吉田嘉七（1918 - 1997）。

## 著書
- 『闇』（思潮社） 1992
- 『定本 闇 見ること闇が光となるまで』（思潮社） 1993
- 『詩のトポス 不透明から愛へ』（思潮社） 1993
- 『波』（思潮社） 1995
- 『波波波』（思潮社） 1996
- 『吉田加南子詩集』（思潮社、現代詩文庫) 1997
- 『言葉の向こうから』（みすず書房） 2000
- 『幸福論』（思潮社） 2005
- 『定本闇 対訳版』（森紀与子,ティエリ・マレ共訳、思潮社） 2000
- 『フランス詩のひととき 読んで聞く詞華集』（白水社） 2008[3]

### 共編著
- 『ステキ!なフランス語』（荒川久美子共著、白水社） 2007
- 『ラヴレターを読む 愛の領分』（中村邦生共編、大修館書店） 2008

## 翻訳
- 『死の病い・アガタ』（マルグリット・デュラス、小林康夫共訳、朝日出版社、ポストモダン叢書2） 1984
- 『三銃士』（アレクサンドル・デュマ、ポプラ社文庫） 1985
- 『デュブーシェ詩集 1950 - 1979』（アンドレ・デュブーシェ、思潮社） 1988
- 『サラ・ベルナール 運命を誘惑するひとみ』（フランソワーズ・サガン、河出書房新社） 1989
- 『クララ・シューマン 光にみちた調べ』（カトリーヌ・レプロン、河出書房新社） 1990
- 『祝祭』（ソニア・リキエル、青土社） 1991
- 『音楽のレッスン』（パスカル・キニャール、河出書房新社） 1993
- 『青の物語』（マルグリット・ユルスナール、白水社） 1994、新編2001
- 『エクリ』（ジャコメッティ、矢内原伊作・宇佐見英治共訳、みすず書房） 1994、新版2017ほか
- 『アンジェロの朝』（ルキノ・ヴィスコンティ、PARCO出版） 1995
- 『ベケットとヴァン・ヴェルデ』（シャルル・ジュリエ、鈴木理江子共訳、みすず書房） 1996
- 『クレオールの民話』（パトリック・シャモワゾー、青土社） 1999
- 『ジャコメッティ あるアプローチのために』（ジャック・デュパン、現代思潮新社） 1999
- 『フロイト伝』（カトリーヌ・クレマン、青土社） 2007
- 『愛のフランス詩集 作品に書きたい言葉』（編訳、天来書院） 2007
- 『二〇〇〇年』（パブロ・ネルーダ、竹久野生・版画、未知谷） 2010